# Římskokatolická farnost Borohrádek
Římskokatolická farnost Borohrádek je územním společenstvím římských katolíků v rychnovském vikariátu královéhradecké diecéze.

## O farnosti

### Historie
První písemná zmínka o Borohrádku je z roku 1342. Místní farní kostel sv. Michaela je barokní stavba z let 1669–1673. Sídelní duchovní správce je ve farnosti doložen ještě na počátku 70. let 20. století. V pozdější době přestala být farnost obsazována a od té doby je přičleněna ex currendo k některé farnosti v okolí. V roce 1992 vznikla v Borohrádku katolická Církevní základní škola, která stále funguje.

#### Přehled duchovních správců
- 1970/1971 R.D. Pavel Kopecký (administrátor)
- 2007–2014 R.D. Ivan Havlíček (administrátor excurrendo z Týniště nad Orlicí)
- 2014–2021 R.D. Mgr. Jan Kunert (administrátor excurrendo z Horního Jelení, vikariát Pardubice)
- od 1. srpna 2021 R. D. Mgr. Jaroslav Jirásek, administrátor excurrendo z Horního Jelení[2][3]

### Současnost
Farnost je administrována ex currendo z Horního Jelení.
| Fotografie | Kostel                             | Místo      | Bohoslužba | Bohoslužba | Poznámka        |
| ---------- | ---------------------------------- | ---------- | ---------- | ---------- | --------------- |
|            | Kostel svatého Michaela archanděla | Borohrádek | neděle     | 07.30      | farní kostel    |
|            | Kostel Nejsvětější Trojice         | Šachov     | neděle     | 15.00      | filiální kostel |